# Biskupi naczelni Kościoła Starokatolickiego Mariawitów
Biskup naczelny – urząd w Kościele Starokatolickim Mariawitów a także tytuł przysługujący ordynariuszom diecezji warszawsko-płockiej. Biskup naczelny wybierany jest przez synod lub kapitułę generalną, pełni jednocześnie funkcję Przewodniczącego Rady Kościoła i reprezentuje Kościół na zewnątrz. Siedzibą biskupa naczelnego jest Świątynia Miłosierdzia i Miłości w Płocku. Według obowiązujących przepisów kadencja biskupa naczelnego trwa 7 lat.
Biskupi Naczelni Kościoła Starokatolickiego Mariawitów:
- 1906–1935 – abp Jan Maria Michał Kowalski (ur. 1871, zm. 1942)
- 1935–1945 – bp Klemens Maria Filip Feldman (ur. 1885, zm. 1971)
- 1945–1953 – bp Roman Maria Jakub Próchniewski (ur. 1872, zm. 1954)
- 1953–1955 – bp Wacław Maria Bartłomiej Przysiecki (ur. 1878, zm. 1961)
- 1955–1965 – bp Jan Maria Michał Sitek (ur. 1906, zm. 1970)
- 1965–1972 – bp Wacław Maria Innocenty Gołębiowski (ur. 1913, zm. 1985)
- 1972–1997 – bp Stanisław Maria Tymoteusz Kowalski (ur. 1931, zm. 1997)
- 1997–2007 – bp Zdzisław Maria Włodzimierz Jaworski (ur. 1937)
- 2007–2015 – bp Michał Maria Ludwik Jabłoński (ur. 1950)
- 2015–2023 – bp Marek Maria Karol Babi (ur. 1975)
- 2023 – p.o. bp Michał Maria Ludwik Jabłoński (ur. 1950)
- od 2023 – bp Jarosław Maria Jan Opala (ur. 1967)